# История почты и почтовых марок Индии
История почты и почтовых марок Индии охватывает развитие почтовой связи в Индии с древних времён, в колониальный период и после обретения независимости в 1947 году.

## Краткий обзор
История почты Индии началась задолго до появления европейцев. В интересах военных и государственных органов для осуществления связи индийцами была разработана собственная эффективная система. Когда португальцы, голландцы, французы, датчане и британцы захватили Государство маратхов, привезённые из Европы почтовые системы стали работать параллельно с системами независимых индийских государств. Британская Ост-Индская компания постепенно вытеснила конкурентов и ввела на большей части территории Индии собственную административную систему включая правительственную и коммерческую почту.
Индийская почта была создана в 1837 году, однако первая в Азии марка, «Красный Синд», попала в обращение только в 1852 году благодаря Бартлу Фриру, представителю Британской Ост-Индской компании в провинции Синд. Индийская почтовая система развилась в обширную и надежную сеть, связавшую практически практически все части Индии, Бирму, Стрейтс Сетлментс и другие районы, находившиеся под контролем Британской Ост-Индской компании. За образец для почтовой службы Индии была выбрана новаторская система Роуленда Хилла, гарантировавшая почтовую связь при низкой стоимости и обеспечившая Британской Ост-Индской компании, а в дальнейшем — Британской Индии, удобные условия для коммерческой, военной и административной переписки. Вместе с введённой имперской почтой продолжали существовать и несколько почтовых систем индийских государств. Некоторые даже выпускали собственные марки для внутреннего пользования, в то время как для внешних сношений требовались марки почты Британской Индии. Как часть почты появились телеграф и телефон, впоследствии выделившись в отдельные службы. После провозглашения независимости Индии в 1947 году Индийская почтовая служба продолжила функционирование, обеспечивая дешёвой связью всё население Индии.

## Раннее развитие почты

### Почта в древней и средневековой Индии
История индийской почтовой системы начинается задолго до введения почтовых марок. Её истоки прослеживаются до почтовой системы персидской Державы Ахменидов, созданной Киром Великим и Дарием I для передачи важных военных и политических сведений. В «Атхарваведе» описана служба гонцов, система сбора сведений и данных о доходах провинций упоминается в «Артхашастре» (ок. III века до н. э.).
В течение нескольких веков сообщения практически всегда доставлялись пешими гонцами. Гонец перемещался между деревнями или промежуточными точками. Работа была опасной: гонцы доставляли сообщения днём и ночью и не были защищены от нападений бандитов или диких животных. Как правило, гонцов отправляли правители, чтобы собирать сведения о владениях или передавать военные новости. В своих интересах гонцов также использовали торговцы. Только в более позднее время гонцы начали доставлять личные письма.
Началом истории почты в Индии следует считать появление сухопутных маршрутов из Персии. То, что изначально было тропинками, пересекавшими многочисленные горные ручьи, постепенно превратилось в дороги, которые стали использовать торговцы и военные, транспортировавшие свои грузы как пешком, так и на лошадях.
После покорения Синда Мухаммадом ибн аль-Касимом ас-Сакафи, развитие почты продолжилось под влиянием Халифата. Протянувшаяся на огромные расстояния арабская империя организовала быструю доставку сообщений на лошадях, о чём упоминают хроники того периода.
Первый султан Дели, Кутб ад-дин Айбак, правил всего четыре года, с 1206 по 1210, но успел основать династию и создать службу связи. К 1296 году она развилась в систему доставки сообщений с использованием пеших и конных гонцов. Шер-шах в начале 1540-х годов построил Великий колёсный путь и полностью перевёл почту на использование лошадей. Вдоль дороги было организовано 1700 станций, на которых постоянно держали по две лошади для доставки почты шаха. Акбар Великий дополнил лошадей верблюдами и вновь стал использовать пеших гонцов.
В Южной Индии с 1672 года действовала почтовая служба, созданная раджой Майсура Чикадевараджой Водеяром. Она получила дальнейшее развитие при Хайдере Али.

### Почта Британской Ост-Индской компании
Британская Ост-Индская компания предприняла шаги по улучшению существовавших в Индии почтовых систем. В 1688 году было открыто почтовое отделение в Бомбее, за ним последовали отделения в Калькутте и Мадрасе. Лорд Клайв продолжил расширение службы в 1766 году, а Уоррен Гастингс сделали услуги почты доступными для широкой общественности. Плата, взимаемая за доставку корреспонденции, составляла две анны за каждые 100 миль. Первое почтовое управление было создано 31 марта 1774 года в Калькутте, затем управления появились в 1778 году в Мадрасе и в 1792 году в Бомбее. В 1793 году ответственность за поддержание почтовых служб была возложена на заминдаров. Наряду с этим появилась частная служба доставки коммерческой корреспонденции с использованием наемных гонцов. Одновременно Британская Ост-Индская компания создала собственную инфраструктуру для дальнейшей экспансии и управления военными и торговыми представительствами. Услуги гонцов оплачивались в зависимости от расстояния и веса корреспонденции.
Принятый в 1837 году указ о почте постановлял, что эксклюзивными правами на доставку корреспонденции на всей территории Британской Ост-Индской компании обладает генерал-губернатор Индии. Всем частным почтовым службам предписывалось доставлять письма по утверждённым ставкам. В обращение вводились почтовые марки. На основании этого указа 1 октября 1837 года была учреждена Индийская почта.
Срочное сообщение с Европы с Индией осуществлялось через Египет. Почта между Красным и Средиземным морями доставлялась через Суэцкий перешеек. Этот маршрут был предложен Томасом Уогхорном и позволил сократить время доставки почти в три раза, до 35—45 дней.

### «Красный Синд»

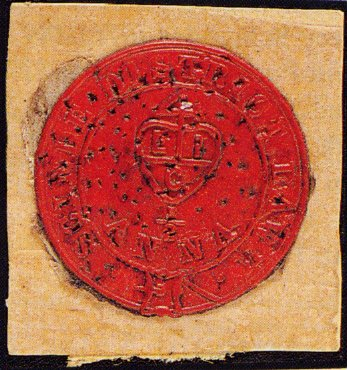
«Красный Синд» — первая почтовая марка Азии

Использование почтовой марки в качестве знака оплаты почтовых сообщений началось 1 июля 1852 в провинции Синд как часть всеобъемлющей реформы почтовой системы, затеянной комиссаром провинции Бартлом Фриром. Годом ранее он уже заменил пеших гонцов сетью станций с лошадьми и верблюдами, улучшив сообщение в долине реки Инд в интересах Британской Ост-Индской компании.
Для печати новой марки использовались небольшие облатки с клеем, применяемые в качестве подложки для сургучной печати и наклеивания на письма. В центре марки находился традиционный товарный знак Британской Ост-Индской компании, разделённый на три сегмента. Позднее выяснилось, что бумага, используемая для изготовления марок, слишком хрупкая, а круглая форма неудобна. Марки стали печатать на белой эластичной бумаге синим цветом.

### Реформы 1854 года и первые выпуски марок

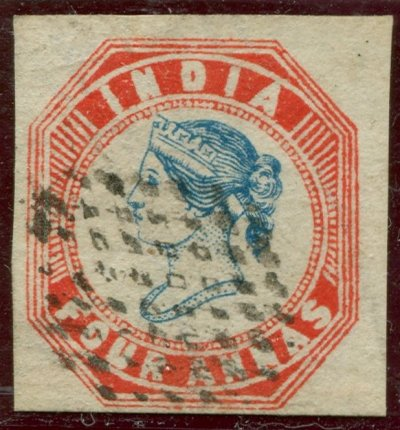
Почтовая марка Британской Индии номиналом в 4 анны (1854)

Первые марки, действующие на территории всей Индии, поступили в обращение в октябре 1854 года. Они имели четыре номинала: ½ анны, 1 анна, 2 анны и 4 анны. На марке был изображён портрет молодой королевы Виктории. Все марки изготавливались в Калькутте, не имели перфорации или клея. Марка номиналом в 4 анны стала одной из первых в мире двухцветных марок, она появилась ранее, чем знаменитая «Базельская голубка».
Эти марки были выпущены после того, как специальной комиссией был изучен опыт почтовых систем Европы и Америки. По мнению Джеффри Кларки, реформа системы должна была происходить «на благо народа Индии, а не с целью получения доходов». Члены комиссии также проголосовали за отмену ранее введённой практики бесплатной доставки официальных писем. Новая система была рекомендована генерал-губернатором Джеймсом Дальхаузи и принята советом директоров Британской Ост-Индской компании. Новая система вводила «дешёвые и унифицированные» тарифы на отправку почты, действующие на всей территории страны в пределах юрисдикции Британской Ост-Индской компании. Основная ставка равнялась ½ анны за письмо весом не более ¼ толы (около 12 г). Чтобы подтвердить предоплату отправления использовались марки, что являлось базовым принципом новой системы и фундаментальным изменением, пропагандируемыми Роулендом Хиллом и Бартлом Фриром.

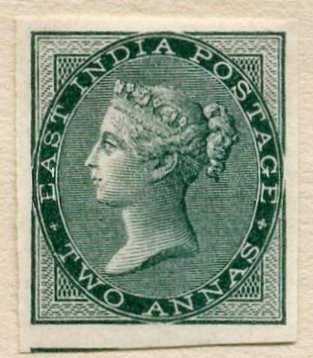
Марка 1856 года, выполненная цветной глубокой печатью

В 1854 году Британская Ост-Индская компании предприняли попытку выпустить марку номиналом в ½ анны, напечатанную киноварью. Однако этот эксперимент не увенчался успехом: дорогая киноварь из Англии была недоступна в Индии, а местный пигмент, использовавшийся для замены, повредил печатные камни.
В 1855 году появилась марка нового дизайна с королевой Викторией в овальной виньетке внутри прямоугольной рамки. Эти марки разработала и напечатала с использованием глубокой печати английская компания De La Rue. Эта же компания осуществляла выпуск всех почтовых марок Британской Индии вплоть до 1925 года. Новые марки оставались в обращении и после того, как британское правительство взяло на себя управление Индией в 1858 году после Восстания сипаев. С 1865 индийские почтовые марки печатались на бумаге с водяным знаком в виде головы слона.

### Реформы 1866 года и временные почтовые марки

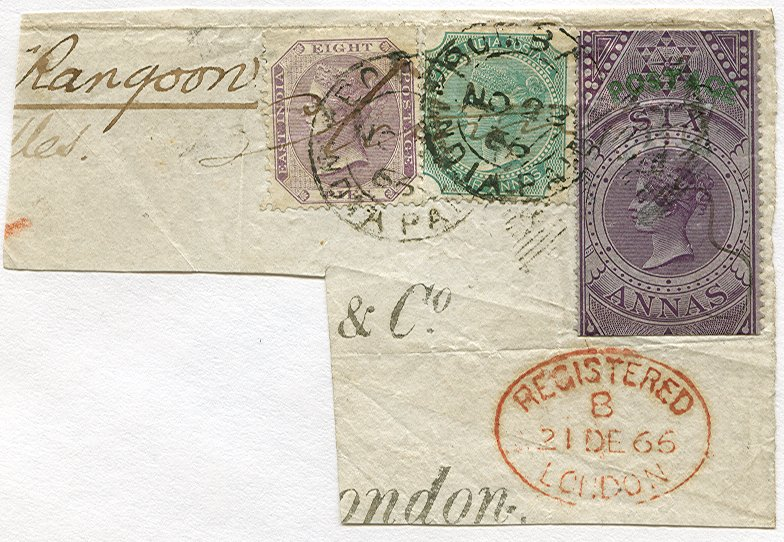
Временные марки 1866 на письме из Бомбея в Лондон на пароходе за 29 дней

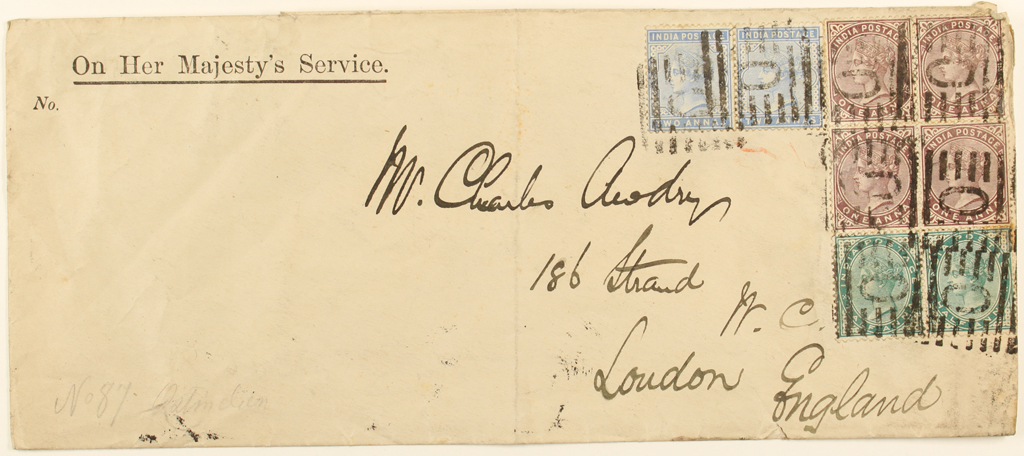
Официальное письмо с марками номиналом в ½, 1 и 2 анны

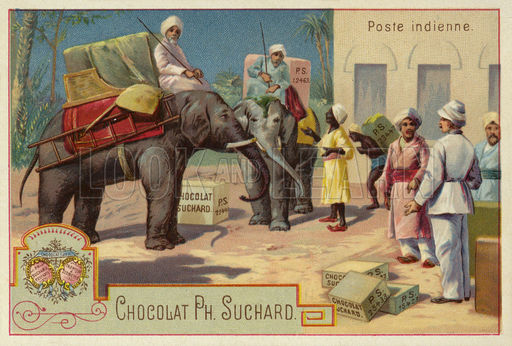
Индийская почтовая служба (конец XIX или начало XX века)

Объём корреспонденции, обрабатываемой Индийской почтовой службой, стремительно возрастал. Между 1854 и 1866 годами произошло удвоение объёмов отправлений, следующее удвоение произошло уже в 1871 году. Для устранения очевидных недостатков и злоупотреблений 1 мая 1866 года в действие вступил новый закон о почте. Была повышена производительность почты и установлено новые, более низкие тарифы. теперь отправка письма в Европу на пароходе стоило 6 анн 8 паев за пол-унции.
Новые правила отменили почтовые привилегии для служащих Британской Ост-Индской компании. Для официальной переписки были выпущены специальные марки, призванные бороться со злоупотреблениями со стороны чиновников. Хотя первые марки для официальных отправлений были напечатаны в 1854 году в Испании, Индия в 1866 году стала первой страной, использовавшей с той же целью простую надпечатку англ. «Service» («Служебная») на почтовых марках и «Service Postage» («Служебная почтовая») на фискальных марках. В последующие годы подобную практику переняли и другие страны.
Новые тарифы привели к нехватке марок. Из-за этого почтовой службе пришлось прибегать к нестандартным ходам. Одним из способов стало использование в качестве почтовых фискальных марок с надпечаткой «Service Postage». В 1866 году были выпущены новые марки номиналом в 4 анны и 6 анн 8 паев. Однако эти действия не смогли покрыть дефицит, поэтому появились временные знаки оплаты (провизории) номиналом в 6 анн, изготовленные из фискальной марки с отрезанными верхней и нижней частями и надпечаткой «Postage» («Почтовый сбор»).
В период с 1874 по 1876 год последовательно появилось ещё четыре почтовые марки.
Полностью обновлённый комплект марок был выпущен 1882 году для Индийской империи, провозглашённой в 1877 году. По обыкновению на марках был изображён профиль королевы Виктории в различных рамках, водяной знак стал представлять собой звезду. Эти марки активно использовались и остаются достаточно распространёнными.
В 1895 году появились три марки номиналом в 2, 3 и 5 рупий, на которых изображен фрагмент портрета королевы Виктории, выполненный в 1885 году Генрихом фон Ангели. В 1900 году были переизданы в новых цветах старые марки.

## Первая половина XX века

### Начало XX века

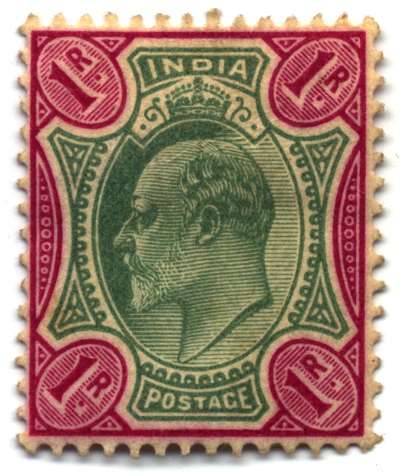
Марка с изображением Эдуарда VII (1902)

В 1902 была выпущена новая серия марок с изображением короля Эдуарда VII, как правило, размещённым в тех же рамках, в которых ранее изображалась королева Виктория. Изменения касались цветовой схемы и номиналов — до 25 рупий. Высокие номиналы часто использовались для оплаты посылок и услуг телеграфа. С токи зрения коллекционеров, такие марки имеют меньшую ценность за исключением прибывших из удалённых или заграничных отделений.
Почтовые марки серии 1911 года с изображением короля Георга V были более интересны в оформлении. Считается, что Георг V, сам заядлый филателист, лично утвердил дизайн этих марок. В 1919 году появилась марка номиналом в 1½ анны, изначально подписанная «ONE AND HALF ANNA», но c 1921 года получившая надпись «ONE AND A HALF ANNAS». В 1926 году был изменён водяной знак индийских почтовых марок на узор из нескольких звезд.
Первая художественная марка Индии появилась в 1931 году. Набор из шести марок изображал крепость Пурана-Кила в Дели и здания государственных учреждений. Выпуск набора был приурочен к переезду правительства Индии из Калькутты в Нью-Дели. Другой художественный набор, также изображавший здания, был посвящён 25-летию коронации Георга V. Он увидел свет в 1935 году.
Марки, выпущенные в 1937 году, изображали различные формы почтового транспорта, а на самых дорогих номиналах появлялось изображение Георга VI. Новый выпуск 1941 года, ограниченный в оформлении военными расходами Второй мировой войны, имел довольно простой дизайн и использовал минимальное количество чернил и бумаги. Поскольку индийские почтовые отделения ежегодно требовали несколько миллиардов марок для почтовых отправлений, в качестве меры экономии был прекращён выпуск крупных марок, которые заменили более мелкие экземпляры. Однако даже это не облегчило ситуацию с дефицитом бумаги и считалось желательным уменьшить размер марок ещё сильнее.
За победной серией, выпущенной в 1946 году, последовал первый выпуск марок Индийского Союза, включавший три марки, впервые изображавшие Колонны Ашоки и новый флаг Индии (на третьей марке также имелось изображение аэроплана).
Почтовые марки как правило выпускались отдельно от фискальных марок. Тем не менее, в 1906 году в наборе короля Эдуарда VII были выпущены марки в двух номиналах: ½ анны и 1 анна — с подписью «India Postage & Revenue» («Индия. Почтовый и гербовый сбор»). Серия Георга V (1911—1933 годы) содержала ещё две комбинированные марки номиналом в 2 и 4 анны.

### India Security Press

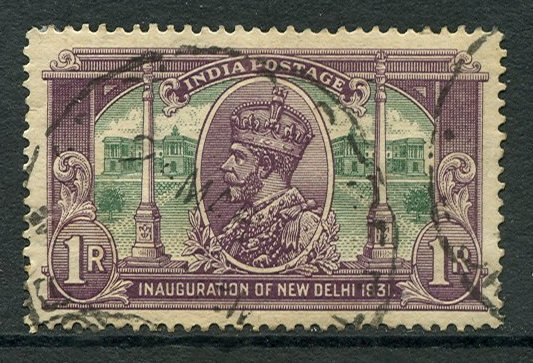
Серия марок 1931 года отмечала переезд правительства Индии в Нью-Дели

С 1 января 1926 года печать и надпечатка всех почтовых марок Индии производились в государственной типографии India Security Press в Насике. Такая возможность существовала ещё до начала Первой мировой войны, но в то время подобное считалось недопустимым. В 1922 году переход на внутреннюю печать был рассмотрен комиссией в Англии, давшей положительное заключение. В 1923 году состоялась демонстрация практической возможности печати, в результате было принято решение об открытии государственной типографии в Насике. Ответственность за организацию возложили на Томаса Де Ла Рю, чья фирма уже шестьдесят лет обеспечивала Индию марками. Строительство началось в 1924 году при первоначальной смете в 2,75 млн рупий, но в результате обошлось почти в 9,5 млн рупий.
Первые марки вышли из-под национального пресса в 1925 году. Это была стандартная серия с изображением Георга V, напечатанная с пластин, предоставленных De La Rue. Водяной знак был изменён на узор из нескольких звёзд. В 1929 году вновь прибегли к использованию литографической печати, с помощью которой были выпущены марки авиапочты. В основном для печати марок использовалась печать с металлических пластин, а литография применялась только для важных случаев. Так, с её помощью в 1931 году была создана серия в честь переноса столицы в Нью-Дели. Этот подход сохранился после обретения Индией независимости. Первая стандартная серия марок независимой Индии вышла с опечаткой: «Archaeological». Она содержала марки 16 номиналов, марки четырёх самых высоких номиналов отпечатали литографическим способом, остальные — способом высокой печати.
В 1952 году типография освоила новую технологию печати — фотогравюру. В октябре того же года была выпущена серия из шести почтовых марок, посвящённая индийским святым и поэтам, которые должны были стать первыми индийскими марками, произведёнными таким способом. Однако их опередила первая серия марок с Ганди, выпущенная типографией Courvoisier в Женеве. С тех пор все марки Индии изготавливаются способом фотогравюры, литография и высокая печать оставлена только для служебных виньеток.

## Независимая Индия

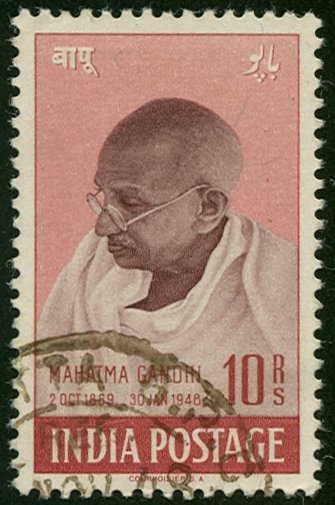
Почтовая марка номиналом 10 рупий с портретом Махатмы Ганди, выпущенная 15 августа 1948 г.

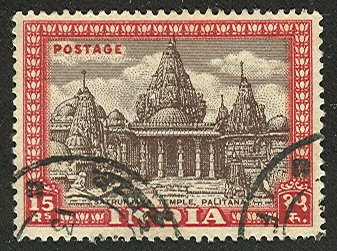
Шатрунджая, джайнистский храмовый комплекс возле Палитаны на почтовой марке, выпущенной 15 августа 1949 г.

Первая почтовая марка независимой Республики Индия была выпущена 21 ноября 1947 года. На ней изображён флаг Индии и патриотический лозунг «Джай Хинд!» («Да здравствует Индия!»). Марка имела номинал в 3½ анны.
15 марта 1948 года, в первую годовщину независимости, были изданы почтовые марки в память о Махатме Ганди. Ровно через год появился набор стандартных марок, посвящённых богатому культурному наследию Индии с изображениями индуистских, буддистских, мусульманских, сикхских и джайнстских храмов, скульптур, памятников и крепостей. Следующий выпуск был приурочен к вступлению в силу Конституции Индии 26 января 1950 года.
Вышедшая в 1955 году стандартная серия была посвящена технике и прогрессу. На всех вышедших в 1957 году почтовых марках присутствовало изображение карты Индии, а номиналы были указаны в пайсах. В 1965 году вышла серия почтовых марок с изображениями самой разной тематики.
Ранее присутствовавшая на марках надпись «India Postage» с 1962 года была заменена на «भारत INDIA», хотя три марки, выпущенные с декабря 1962 года по январь 1963 года вышли со старой надписью.
Индия печатала почтовые марки и прочие почтовые материалы для других стран, в основном, соседних. В их число входят Бирма (до провозглашения независимости), Непал, Бангладеш, Бутан, Португалия и Эфиопия.

## Современная почтовая служба Индии
India Post является государственной почтовой службой. Повсеместное распространение позволяет почте оказывать дополнительные услуги, например, финансовые. По состоянию на 31 марта 2011 года индийская почтовая служба имеет 154 866 почтовых отделений, из которых 139 040 (89,78 %) находятся в сельской местности и 15 826 (10,22 %) — в городских районах. В момент обретения независимости в Индии было 23 344 почтовые отделения, в основном в городских районах. Таким образом, почтовая сеть показала семикратный рост, в первую очередь за счёт сельских районов. В среднем, почтовое отделение обслуживает 21,23 км² и 7114 человек. Индия имеет наиболее развитую почтовую систему в мире: Китай располагает 57 000 отделений, Россия — 41 000, США — 38 000. Такое число почтовых отделений стало результатом существования множества разрозненных почтовых систем, в конечном счете объединённых в рамках Индийского Союза.
Индия разделена на 22 почтовых округа, возглавляемых главными почтмейстерами. Каждый круг делится на регионы, состоящие из отделений. В различных регионах существуют собственные функциональные подразделения, отвечающие за почтовые марки, склады и моторизованный транспорт. Кроме того, вооружённые силы Индии располагают собственным почтовым округом в дополнение к 22 гражданским. Армейскую почту возглавляет генеральный директор в звании генерал-майора.
Махатма Ганди, Джавахарлал Неру и другие исторические личности продолжают появляться на индийских почтовых марках, а стандартные марки с изображением Ганди, выпускаемые почти полвека, используются так часто, что стали символом эпохи. Новые темы сейчас также находят место на индийских почтовых марках, некоторые выпуски подготавливаются совместно с другими странами. Они посвящены возобновляемым источникам энергии, местной фауне и флоре, ежегодным праздникам. 9 марта 2011 года India Post запустила онлайновое почтовое отделение. Портал предоставляет услуги электронных денежных переводов, коллекционные почтовые марки, информацию о работе службы, отслеживание почтовых отправлений, регистрацию отзывов и претензий.

### Национальный филателистический музей
6 июля 1968 года в Нью-Дели в торжественной обстановке открылся Национальный филателистический музей Индии. Решение об этом было принято на заседании Консультативного филателистического комитета 18 сентября 1962 года. Помимо обширной коллекции почтовых марок индийских княжеств в музее хранятся собрания почтовых карточек, конвертов и других почтовых принадлежностей, а также созданы тематические экспозиции.
В 2009 году в музее была проведена реставрация, коллекция пополнилась большим количеством экспонатов, в том числе великолепными викторианскими почтовыми ящиками.

## Каталогизация
В английских каталогах «Стэнли Гиббонс» индийские почтовые выпуски перечисляются в «красных» томах для марок Великобритании и Содружества наций:

Каталог «Стэнли Гиббонс» (красный, 2001) для Великобритании и Содружества, на обложке которого справа посредине можно увидеть одну из первых индийских марок 1854 года, номиналом в 4 анны и с портретом королевы Виктории(Mi #70)

Кроме того, публикуется отдельный («жёлтый») том каталога «Стэнли Гиббонс» для марок Индии, включая почтовые марки индийских княжеств, в том числе феодальных и конвенционных княжеств. Четвёртое издание этого каталога появилось в 2013 году.
Существуют также национальные каталоги почтовых марок Индии, как, например, «Специализированный оценочный каталог индийских марок 1852—1968 годов» (англ. «A Specialised Priced Catalogue of Indian Stamps, 1852—1968») Джала Купера.